# زعتر آيغ
زعتر آيغ (باللاتينية: Thymus eigii) نوع نباتي ينتمي إلى جنس الزعتر من الفصيلة الشفوية.[إخفاق التحقق] سمي تكريما لعالم النبات ألكساندر آيغ (بالإنجليزية: Alexander Eig)‏.

## الموئل والانتشار
موطنه بلاد الشام وتركيا.

## مرادفات للاسم العلمي
- (باللاتينية: Thymus syriacus subsp. eigii Zohary & P. H. Davis)